# مارتن ديلون
مارتن ديلون (بالإنجليزية: Martin Dillon)‏ هو مغني أوبرا أمريكي، ولد في 17 يونيو 1957، وتوفي في 21 أغسطس 2005 بسبب نوبة قلبية.